# Красный пальмовый долгоносик
Красный пальмовый долгоносик (лат. Rhynchophorus ferrugineus) — вид жесткокрылых из  семейства долгоносиков. Ряд исследователей выделяют Dryophthorinae в статус самостоятельного семейства.
Опасный карантинный фитофаг, инвазивный вид, являющийся вредителем пальм, сахарного тростника, и бананов.

## Ареал
Природный ареал включает тропические регионы Юго-Восточной Азии: острова Полинезии, Бангладеш, Камбоджа, Китай, Индия, Япония, Лаос, Мьянма, Пакистан, Филиппины, Шри-Ланка, Тайвань и Вьетнам. В 1980-90-х годах вид проник на Ближний Восток и север Африки, включая Марокко и Тунис. В 1994 году был завезён в Испанию, затем попал Италию, Мальту, французскую Корсику, на Кипр, в Израиль. В 2006 найден во Франции. В 2009—2010 годах вид был обнаружен на Кюрасао и Арубе. Появление долгоносика в Испании связано с бумом строительства в районе Средиземноморя. В новых урбанизациях высаживались привезенные из Египта зараженные пальмы. В 2010 году приводился для США, но затем выяснилось, что сообщение является ложным и это был близкородственный вид Rhynchophorus vulneratus.
В сентябре 2014 года обнаружен на территории России в Сочи на финике канарском, завезенном в 2013 году из Италии.
Инвазия данного вида носит исключительно антропогенный характер — в результате экспорта посадочного материала, растительной фруктовой продукции.

## Описание
Один из самых крупных представителей семейства — длина тела 35—50 мм. Тело продолговатое, несколько уплощённое сверху, от светло-охряной до ржаво-коричневой окраски с тёмными пятнами на переднеспинке. Половой диморфизм развит слабо: самки несколько крупнее самцов, с более длинной головотрубкой и более выпуклыми надкрыльями; у самцов на верхней стороне головотрубки имеется продольный пучок густых рыжих волосков. Головотрубка обычно короткая или длинная, прямая или слабо изогнутая, расширенная в месте прикрепления усиков. Ротовые органы представителей всего подсемейства — с сильно редуцированным прементумом и помещены глубоко (видны лишь вершины мандибул). Усики коленчатые. Лапки 5-ичлениковые, но 4-й членик очень маленький. Коготки свободные, без зубцов. 
- Вид спереди
- Вид сбоку
- Самка.
- Самец. Заметны характерные волоски на головотрубке.

## Биология
Относится к моновольтинным видам, за год развивается в одном поколении. Жизненный цикл, как правило, совпадает с годичным циклом развития питающих растений, однако диапаузирующие долгоносики могут увеличить продолжительность до двух лет и более. Жуки питаются живыми тканями растений. Личинки развиваются в древесине деревьев. 
Самка откладывает 150-210 яиц (максимум – до 350) на вершину пальм как можно ближе к точке роста - примерно на 50 см ниже видимой точки окончания ствола. Фаза яйца составляет около 7 дней. Отродившиеся личинки пробуравливаются внутрь ствола и питаются растительными тканями, разрушая сердцевину и уничтожая точку роста. Личинка  С-образная, крупная, длиной до 5 см, безногая, беловато-кремового цвета с коричневой головой с мощными грызущими мандибулами. Стадия личинки длится 3-4 месяца. Куколка находится в куколочной колыбельке длиной до 5 см, состоящей из волокон пальмы. Она коричневого цвета, располагается обычно в черешках пальмовых листьев. Куколка по форме напоминает жука со слабовыраженными зачатками крыльев, ног и головотрубки. Стадия куколки длится 14—21 день.
- Личинка
- Личинки
- Куколка
- Кокон внутри которого располагается куколка

Кормовые растения личинок: Areca catechu, Arenga pinnata, Borassus flabellifer, Caryota maxima, C. cumingii, Cocos nucifera, Corypha gebanga, C. elata, Elaeis guineensis, Livistona decipiens, Metroxylon sagu, Oreodoxa regia, Phoenix canariensis, P. dactylifera, P. sylvestris, Sabal umbraculifera, Trachycarpus fortunei, Washingtonia spp.

## Экономическое значение
Личинки вредят различным видам пальм, сахарному тростнику, бананам. Является опасным карантинным вредителем.
Крупные мясистые личинки пальмовых долгоносиков употребляются в пищу местным населением Африки и Юго-Восточной Азии.  

### Признаки повреждения пальм
- усыхание центральной розетки в пальме, изменение цвета листьев;
- опускание листьев, крона пальмы приобретает кровлеобразный вид;
- наличие летных отверстий на стволах пальм, размер отверстий может достигать до 3 см и более в диаметре;
- обламывание стволов пальм;
- находки внутри стволов личинок, куколок, жуков.

- Пальма Phoenix canariensis с первыми признаками повреждения
- Пальма, поврежденная долгоносиком
- Пальма, погибшая в результате поражения личинками долгоносика
- Лётные отверстия пальмового долгоносика на стволе
- Соскабливание мягких остатков листьев со ствола в качестве меры борьбы с вредителем

### Меры борьбы
- Административные: фитосанитарный контроль вновь привезенных растений, ограничение завоза посадочного материала из стран с инвазией этого вида.
- Механические: сбор и уничтожение всех стадий насекомого, а также уничтожение пораженных вредителем растений.
- Химические: Обработка в период вегетации с марта по декабрь пальм инсектицидами на основе имидаклоприда из расчета 40 мл на 10 л воды или на основе хлорпирифоса из расчета 80 мл на 10 л воды. Обработку проводят из расчета 10 л рабочей жидкости на одно дерево.